# Décès en 1950
Décès
- 1946
- 1947
- 1948
- 1949
- 1950
- 1951
- 1952
- 1953
- 1954

Cet article présente une liste de personnalités mortes au cours de l'année 1950.

Les mois de l'année font également l'objet de listes spécifiques :

## Décès par mois

### Inconnu
- Henri-Georges Bréard, peintre français (° 1873).
- Pierre-Louis Cazaubon, peintre décorateur français de genre, de paysages et de marine (° 28 juin 1872).
- Céline Deldebat de Gonzalva, peintre française (° 1864).
- Paul Paquereau, décorateur de théâtre et peintre français (° 17 janvier 1871).
- Giuseppe Savini, musicien italien (° 21 août 1883).
- André Sivade, peintre postimpressionniste français (° 1880).

- Vers 1950 :
  - Richard Pirl, peintre figuratif et photographe suisse  (° vers 1890).

### Janvier
- 2 janvier :
  - Emil Jannings, acteur allemand (° 23 juillet 1884).
  - Theophrastos Sakellaridis, compositeur, chef d'orchestre grec (° 7 septembre 1883).
- 6 janvier :
  - William A. Brady, acteur, directeur et metteur en scène de théâtre, producteur de cinéma et manager de boxeurs américain (° 19 juin 1863).
  - Henri Charrier, peintre français (° 19 septembre 1859).
- 7 janvier : 
  - Monty Banks, acteur, réalisateur, scénariste et producteur italo-américain (° 18 juillet 1897).
  - Alfonso Daniel Rodríguez Castelao, écrivain et homme politique espagnol (° 30 janvier 1886).
- 8 janvier :
  - Joseph Schumpeter, théoricien et économiste austro-américain (° 8 février 1883).
  - Iefim Tcheptsov, peintre et enseignant russe puis soviétique (° 28 décembre 1874).
- 12 janvier : John M. Stahl, réalisateur américain (° 21 janvier 1886).
- 21 janvier :
  - Eduardo Callejo de la Cuesta, avocat et homme politique espagnol (° 21 septembre 1875).
  - George Orwell, écrivain britannique (° 25 juin 1903).
- 26 janvier : François Joseph Vernay, peintre impressionniste suisse (° 22 avril 1864).

### Février
- 3 février :
  - André Astoul, peintre français (° 8 novembre 1886).
  - Louis Berlaimont, homme politique belge (° 22 mars 1881).
- 8 février : Aleksandrs Čaks, poète et écrivain letton (° 27 octobre 1901).
- 13 février : Frédéric Rouge, peintre suisse (° 27 avril 1867).
- 14 février :
  - Karl Jansky, physicien et ingénieur radio américain (° 22 octobre 1905).
  - Ieu Koeus, premier ministre cambodgien (° 1905).
- 15 février :
  - Léon Fauché, peintre français (° 22 mars 1862).
  - Pedro Parages, footballeur franco-espagnol (° 17 décembre 1883).
- 17 février : Tigrane Polat, peintre et illustrateur franco-égyptien d'origine arménienne (° 23 mars 1874).
- 21 février : Frank Keeping, coureur cycliste britannique (° 11 août 1867).
- 26 février : Harry Lauder, artiste et amuseur écossais (° 4 août 1870).

### Mars
- 1er mars : Alfred Korzybski, scientifique pluridisciplinaire et expert du renseignement américain (° 3 juillet 1879).
- 6 mars : Albert Lebrun, ancien président de la République française (° 29 août 1871).
- 9 mars : Edith Best, musicienne irlandaise (° 11 juillet 1865).
- 10 mars : Auguste Frédéric Pierre Sézille des Essarts, peintre français (° 12 mars 1867).
- 11 mars : Heinrich Mann, écrivain allemand (° 27 mars 1871).
- 12 mars : Heinrich Albert, guitariste et compositeur allemand (° 16 juillet 1870).
- 16 mars : Emanuele Stablum, religieux et médecin, juste parmi les nations (° 10 juin 1895).
- 17 mars : Neville William Cayley, ornithologue australien (° 7 janvier 1886).
- 19 mars : Edgar Rice Burroughs, écrivain britannique de science-fiction (° 1er septembre 1875).
- 22 mars : Emmanuel Mounier, philosophe français (° 1er mai 1905).
- 25 mars : Frank Buck, aventurier, chasseur, collectionneur, acteur et producteur américain (° 17 mars 1884).
- 29 mars : Lucien-Victor Guirand de Scévola, peintre, dessinateur et illustrateur français (° 14 novembre 1871).
- 30 mars : Léon Blum, homme politique français (° 9 avril 1872).
- 31 mars : Michisei Kohno, peintre, illustrateur et graveur japonais (° 10 juin 1895).

### Avril
- 1er avril : Maurice Perronnet, peintre, administrateur de théâtre et maître d'armes français (° 19 octobre 1877).
- 5 avril : Hiroshi Yoshida, peintre et imprimeur d'estampes sur bois japonais (° 19 septembre 1876).
- 8 avril : Vaslav Nijinski, danseur russe (° 12 mars 1889).
- 10 avril : Minka Govekar, féministe slovaque (° 28 octobre 1874).
- 11 avril :
  - José Ángel Berraondo, joueur et entraîneur de football espagnol (° 4 novembre 1878).
  - Auguste Boverio, acteur français (° 21 février 1886).
- 12 avril : Raymond Moritz, peintre figuratif, illustrateur et fresquiste français (° 8 juillet 1891).
- 13 avril : Bianca Babb, pionnière américaine et ancienne captive des Comanches (° 26 août 1956).
- 15 avril : Eugène Brouillard, peintre français (° 9 mai 1870).
- 16 avril : Arnaud Massy, champion de golf (° 6 juillet 1877).
- 17 avril : Georges d'Espagnat, peintre, illustrateur et graveur français (° 14 août 1870).
- 24 avril : Pierre Theunis, [sculpteur belge (° 1er mai 1883).
- 26 avril : Joseph Asal, peintre allemand et français (° 2 février 1875).
- ? avril : Guillermo Rivero, footballeur puis |entraineur péruvien (° 1897).

### Mai
- 2 mai : Victor Crumière, peintre et plasticien français (° 22 novembre 1895).
- 3 mai : André Perchicot, coureur cycliste puis chanteur français (° 9 août 1888).
- 4 mai : William Rose Benét, poète et éditeur américain (° 2 février 1886).
- 8 mai : Franklin Dyall, acteur, producteur et réalisateur britannique (° 3 février 1874).
- 10 mai : John Gould Fletcher, poète imagiste américain (° 3 janvier 1886).
- 11 mai : Alméry Lobel-Riche, peintre, graveur et illustrateur français (° 3 mai 1877).

### Juin
- 2 juin : Didier Masson, aviateur français (° 23 février 1886).
- 26 juin : Camille Danguillaume, coureur cycliste français (° 4 juin 1919).

### Juillet
- 2 juillet : Paul Chmaroff, peintre russe (° 22 septembre 1874).
- 5 juillet : Robert Spears, coureur cycliste sur piste australien (° 19 novembre 1893).
- 7 juillet : Fats Navarro, trompettiste de jazz américain (° 24 septembre 1923).
- 8 juillet : Siti binti Saad, chanteuse de l'archipel de Zanzibar (° 1880).
- 9 juillet : Georges Dola, peintre français (° 2 novembre 1872).
- 14 juillet : Adrien Segers, peintre français (° 17 octobre 1876).
- 20 juillet : Robert Smythe Hichens, journaliste, romancier, nouvelliste, parolier et critique musical britannique († 14 novembre 1864).
- 22 juillet : 
  - William Lyon Mackenzie King, premier ministre du Canada (° 17 décembre 1874).
  - Hermann Mulert, théologien protestant allemand (° 11 janvier 1879).
- 24 juillet :  Basilio Cascella, peintre italien (° 1er octobre 1860).
- 25 juillet :
  - Gleason Belzile, homme politique fédéral provenant du Québec (° 30 août 1898).
  - Jean-Gabriel Daragnès, peintre et graveur français (° 2 avril 1886).
- 30 juillet : Raoul Bardac, compositeur et pianiste français (° 30 mars 1881).
- 31 juillet :
  - Cees van der Aa, peintre et marchand d'art néerlandais (° 14 juillet 1883).
  - Émile Quentin-Brin, peintre français (° 2 juin 1863).

### Août
- 2 août : Pierre-François Casgrain, homme politique fédéral provenant du Québec (° 4 août 1886).
- 3 août :
  - Georg Høeberg, compositeur et chef d'orchestre danois (° 27 décembre 1872).
  - Hélène Oettingen, peintre et femme de lettres française (° 21 mai 1885).
- 4 août : 
  - Georges-Émile Lebacq, peintre belge (° 26 septembre 1876).
  - Norihiro Yasue, militaire japonais (° 12 janvier 1886).
- 9 août : Nikolaï Miaskovski, compositeur russe puis soviétique (° 20 avril 1881).
- 14 août : Gilbert Galland, peintre orientaliste français (° 25 février 1870).
- 18 août :
  - Julien Lahaut, homme politique belge (° 6 septembre 1884).
  - Kurt Von Jesser, général allemand (° 4 novembre 1890).
- 19 août : Black Elk (Heȟáka Sápa), en français Wapiti noir ou Élan noir, docteur et homme sacré de la tribu des indiens Lakotas (Sioux). (° décembre 1863)
- 27 août : Cesare Pavese, écrivain italien (° 9 septembre 1908).
- 28 août : Ernest Douwes Dekker, homme politique indonésien-néerlandais (° 8 octobre 1879).

### Septembre
- 1er septembre : Fritz Kampers, acteur allemand (° 14 juillet 1891).
- 2 septembre : Borghild Arnesen, peintre et orfèvre norvégienne (° 30 avril 1872).
- 3 septembre : Zhang Renjie, homme politique et homme d'affaires chinois (° 19 septembre 1877).
- 10 septembre : Joe Bordeaux, acteur américain (° 9 mars 1886).
- 14 septembre : Belarmino Tomás, syndicaliste et homme politique socialiste espagnol (° 29 avril 1892).
- 17 septembre : Percy Standing, acteur anglais (° 26 octobre 1882).
- 19 septembre : Paul Émile Lecomte, peintre français (° 29 octobre 1877).
- 29 septembre : Alfréd Meissner, homme politique tchécoslovaque (° 10 avril 1871).

### Octobre
- 1er octobre : Alexeï Alexandrovitch Kouznetsov, homme politique russe puis soviétique (° 20 février 1905).
- 5 octobre : George Desvallières, peintre français (° 14 mars 1861).
- 8 octobre : Carl Beines, chef d'orchestre, professeur de musique et compositeur allemand (° 15 décembre 1869).
- 13 octobre : Xavier Haas, peintre et graveur français (° 1907).
- 14 octobre : Raoul David, peintre portraitiste, paysagiste, graveur et illustrateur français (° 23 juillet 1876).
- 15 octobre : Christy Cabanne, réalisateur, acteur, scénariste et producteur américain (° 16 avril 1881).
- 17 octobre : André Sivade, peintre postimpressionniste français (° 29 février 1876).
- 18 octobre : Giuseppe Borgatti, ténor italien (° 17 mars 1871).
- 19 octobre : Charles Colquhoun Ballantyne, homme politique canadien (° 9 août 1867).
- 23 octobre : Al Jolson, chanteur de jazz et acteur américain d'origine lituanienne (° 26 mai 1886).
- 28 octobre : Maurice Costello, acteur et réalisateur américain (° 22 février 1877).
- 29 octobre : Gustav V, roi de Suède (° 16 juin 1858).

### Novembre
- 1er novembre : Louis Magnus, patineur artistique et dirigeant de hockey sur glace français (° 25 mai 1881).
- 2 novembre :
  - Esy Morales, musicien portoricain (° 3 mars 1917).
  - George Bernard Shaw, écrivain britannique d'origine irlandaise (° 26 juillet 1856).
- 11 novembre :
  - Pierre-Jules Boulanger, inventeur de la Citroën 2CV (° 10 mars 1885).
  - Étienne Dusevel, député de la Somme (° 11 avril 1881).
- 13 novembre :
  - Jacques Moujica, coureur cycliste espagnol naturalisé français (° 18 septembre 1926).
  - Jean Rey, coureur cycliste français (° 29 mai 1925).
  - Juan Monjardín, footballeur international espagnol (° 24 avril 1903).
- 14 novembre : Monte Carter, acteur, scénariste et réalisateur américain (° 15 janvier 1884).
- 23 novembre : Charles-Auguste Edelmann, peintre et illustrateur français (° 16 août 1879).
- 24 novembre : Gaëtan Dumas, peintre et poète français (° 22 janvier 1879).
- 25 novembre : Johannes V. Jensen, écrivain danois (° 20 janvier 1873).
- 30 novembre : Édouard-Alexandre Bernard, peintre, affichiste, caricaturiste, graveur et dessinateur français (° 20 mars 1879).

### Décembre
- 1er décembre : 31 décembre : Ernest John Moeran, compositeur anglais (° 31 décembre 1894).
- 2 décembre : Dinu Lipatti, pianiste roumain (° 19 mars 1917).
- 4 décembre : Abing, musicien chinois (° 17 août 1893).
- 6 décembre : Ernest-Marie Pernelle, peintre français (° 24 novembre 1861).
- 7 décembre : Wojciech Weiss, peintre polonais (° 4 mai 1875).
- 10 décembre : Kim Kyu-sik, homme politique coréen (° 29 janvier 1881).
- 12 décembre : Peter Fraser, premier ministre de Nouvelle-Zélande durant la Seconde Guerre mondiale (° 28 août 1884).
- 21 décembre : Konrad von Preysing, cardinal allemand, évêque de Berlin (° 30 août 1880).
- 22 décembre :
  - Walter Damrosch, chef d'orchestre et compositeur né en Allemagne et mort aux États-Unis (° 30 janvier 1862).
  - Julius Weismann, compositeur allemand  (° 26 décembre 1879).
- 26 décembre : Liane de Pougy, danseuse et courtisane de la Belle Époque (° 2 juillet 1869).
- 27 décembre : Max Beckmann, peintre et dessinateur allemand (° 12 février 1884).
- 28 décembre : Georges Jacob, organiste, improvisateur et compositeur français (° 19 août 1877).
- 29 décembre :
  - Louis Icart, peintre, graveur et illustrateur français (° 12 novembre 1888).
  - Frank-Will, peintre français (° 13 mars 1900).
- 30 décembre : Carlos Padrós, pionnier du football espagnol (° 9 novembre 1870).
- 31 décembre :
  - Jules Buysse, coureur cycliste belge (° 13 août 1901).
  - Charles Koechlin, compositeur français (° 27 novembre 1867).
- ? décembre : Louis Cler, footballeur français (° 30 décembre 1905).

### Date précise inconnue
- Albert Lynch, peintre et illustrateur d'origine allemande et péruvienne naturalisé français (° 26 septembre 1860).
- Kojo Thompson, homme politique ghanéen (° 1880).